# Edhem Čamdžić
Edhem ef. Čamdžić (Zavidovići, 1947.), muftija je banjalučki. 

## Životopis
Edhem Čamdžić rođen je 1947. g. u Krčevinima pokraj Zavidovića. Završio je Gazi Husrev-begovu medresu u Sarajevu, a diplomirao je na Fakultetu islamskih znanosti – odsjek Usuliddin u Libiji 1975. godine.
Nedugo zatim, počinje raditi u Atik-džamiji u Bijeljini. Iz tog grada, a po preporuci Huseina ef. Đoze, prelazi u Doboj gdje obavlja dužnost imama u Trnjak džamiji. Godine 1978., po preporuci tadašnjeg predsjednika Starješinstva Islamske zajednice u BiH Ahmeda ef. Smajlovića, postavljen je za vjerskoprosvjetnog referenta. U Doboju je ostao do početka rata u Bosni i Hercegovini.
U dijelu slobodnog Doboja (danas Doboj Jug) ostao je sa bošnjačkim narodom tokom cijelog rata, obavljajući dužnost imama, glavnog imama i učitelja u osnovnoj školi, kao i druge poslove vezane za obranu Bošnjaka. Godine 1993. Edhem ef. Čamdžić bio je u logoru u Busovači. 
Na prijedlog reis-ul-uleme Mustafe ef. Cerića, Edhem-ef. Čamdžić imenovan je 1999. godine za muftiju banjalučkog gdje ostaje do 2014. godine. Bio je muftija u vrijeme kada u Banjoj Luci nije bilo nijedne džamije, a u cijelom muftijstvu bilo je manje od 2.000 Bošnjaka . No, svakodnevno je radio na obnovi Ferhadije u Banja Luci i na pripremama za izgradnju Islamskog centra, medrese, obdaništa i staračkog doma u Banjoj Luci. Stalno je vodio brigu o Bošnjacima povratnicima s kojima je imao svakodnevne susrete u kojima ih je bodrio na povratak, na ostanak na svojim ognjištima, na obnovu porušenih domova i imanja, što je dalo rezultate u mnogim džematima, selima i gradovima Banjalučkog muftiluka.
Ostao je upamćen i po tome što je odbio da primi Orden časti sa zlatnim zrakama od predsjednika bh. entiteta Republika Srpska Milorada Dodika. U svom dopisu Uredu Predsjednika Republike Srpske naglasio je da "ne može primiti nikakav orden od predsjednika Republike Srpske dok njegove džematlije, muslimani Bošnjaci, u ovom entitetu nemaju ona prava koja zaslužuju po svim zakonima i propisima, Božjim i ljudskim, a to su jednakopravnost u raspodjeli radnih mjesta u državnim institucijama, slobodu od straha u kući i džamiji te potrebne uvjete za povratak i ostanak u svojim domovima, na svojim imanjima i svojim školama".

## Djela
- S Ferhadijom povratak, sigurnost i opstanak (Fojnica, 2018)
- Bosanska sehara dersova (Tešanj, 2021)
- Naš Doboj (Tešanj, 2021)
- Historija Zavidovića (Tešanj, 2021)

## Vanjske povezice
- Održana promocija knjige – “S Ferhadijom povratak, sigurnost i opstanak” Edhem ef. Čamdžića.